# Sense experimentació animal
En el moviment d'alliberament animal, la  no-experimentació animal designa els productes o activitats que no danyen ni maten animals. Es considera no provat amb animals tot aquell producte que no està testat en animals, ja que les proves són, generalment, doloroses i causen sofriment a milions d'animals cada any.

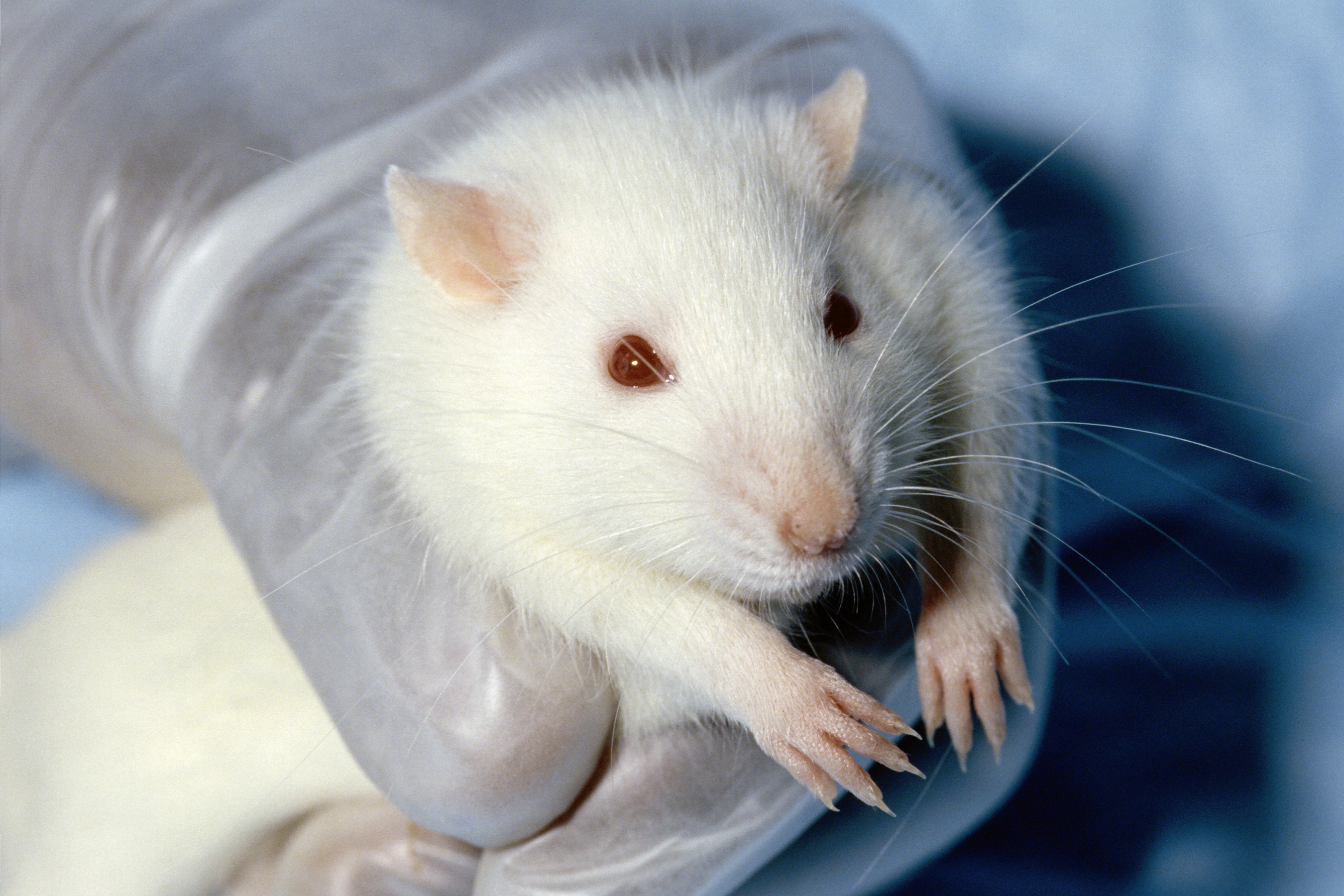
Ratolí de laboratori

“Tots els productes, totes les accions i totes les decisions del dia a dia poden ser una oportunitat per a causar menys dolor”
—Zoe Weil, de la revista The Animals’ Agenda (Els interessos dels animals)

## Història

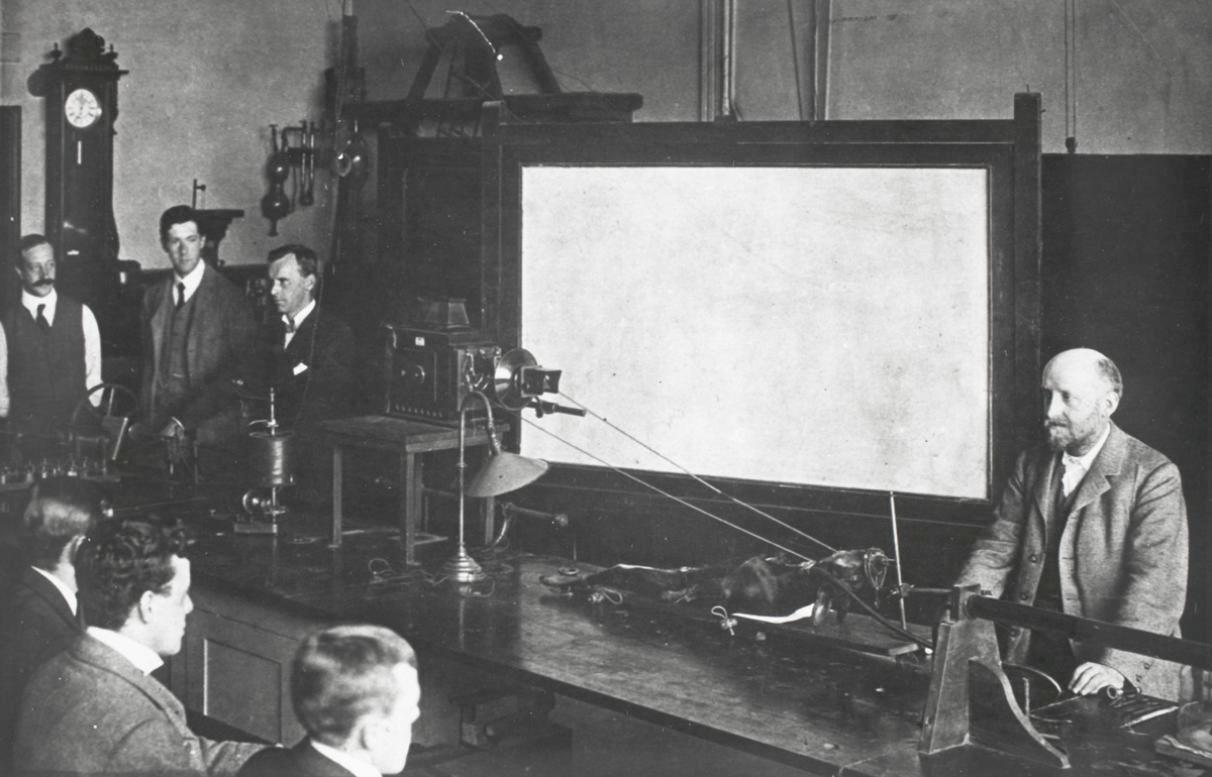
William Bayliss, fisiòleg de el Centre Universitari de Londres, recrea un experiment en el qual es presenten membres anti-viviseccionistes que afirmaven que un gos estava sent viviseccionat sense anestèsia. (1903)

Muriel Dowding, qui va utilitzar per primera vegada el terme no provat amb animals, va convèncer els fabricants de pèl fals perquè utilitzaren la marca Beauty Without Cruelty (‘Bellesa sense crueltat’) i va aconseguir crear la fundació Beauty Without Cruelty el 1959. El terme es va popularitzar durant la dècada dels setanta als Estats Units gràcies a Marcia Pearson, fundadora del grup Fashion With Compassion (‘Moda amb compassió’).

## Campanyes
El 1957 Charles Hume i William Russell van introduir per primera vegada el concepte de les tres R en el seu llibre Principles of Humane Experimental Technique (Principis de la tècnica experimental humana). Aquestes tècniques, que tenen com a objectiu disminuir la presència d’animals en els experiments i també eliminar el seu sofriment, inclouen: el reemplaçament (supressió de les tècniques d’experimentació animal), la reducció (minva de la presència d’animals en l'experimentació  mitjançant l’anàlisi estadística) i el refinament (elaboració d’experiments menys dolorosos).
El 1991 el Centre Europeu per a la Validació de Mètodes Alternatius (CEVMA) es va formar “[…] per promoure l’acceptació científica i legislativa de mètodes alternatius, els quals són importants per a les biociències i redueixen, refinen i reemplacen la presència d’animals de laboratori”. Una vegada que el Comitè Assessor Científic del CEVMA aprova un experiment, aquest s’ha de dur a terme seguint la regulació de la Llei de Protecció Animal, la qual prohibeix experimentar  amb animals quan hi existeixen mètodes alternatius.
El 2012, la British Union for the Abolition of Vivisection (BUAV) —Unió Britànica per a l’Abolició de la Vivisecció—, la New England Anti-Vivisection Society (NEAVS) —Societat Antivivisecció de Nova Anglaterra— i la European Coalition to End Animal Experiments (ECEAE) —Coalició Europea per a l’Abolició dels Experiments amb Animals— uniren forces per crear una organització internacional que lluitara contra l'experimentació amb animals. Fou l’humorista, músic i actor britànic Ricky Gervais, defensor de la BUAV, qui anuncià la iniciativa. Aquesta campanya és considerada, hui en dia, un factor determinant en la decisió europea de prohibir l'experimentació  amb animals per als productes de bellesa. Tot i que les empreses encara poden dur a terme experiments amb animals en països no europeus (com la Xina, on cal que tots els productes cosmètics importats hagen  estat testats en animals), el certificat del Leaping Bunny (programa abanderat per huit associacions que lluiten per la protecció dels animals) sols es dona a aquelles empreses que tenen tota la seua gamma de productes completament lliures d’experimentació animal i no certifica cap producte que haja sigut provat  amb animals en qualsevol part del món. 

## Experiments
Alguns animals com conills, rates, ratolins i conillets d’Índies es veuen forçats a menjar o inhalar substàncies. Diàriament, al llarg de 28 dies com a mínim i de 90 dies com a màxim,  s’afaita aquests animals  i després se’ls refrega a la pell, als ulls o a les orelles ingredients de productes cosmètics, per veure si pateixen alguna reacció al·lèrgica. Després els maten i els obren per veure l'efecte que han tingut els ingredients sobre els seus  òrgans interns. Aquests experiments també es realitzen amb femelles embarassades a les quals maten, juntament amb els fetus, després de molt de sofriment. Pel que fa als experiments relacionats amb agents cancerígens, els quals són de major durada, alimenten les rates amb ingredients dels cosmètics al llarg de 2 anys. Els fan un seguiment per a veure si pateixen càncer, i tot seguit, les maten.
   “Sovint, tanquen una cria de conill a una caixa perquè no es puga moure… De vegades li mantenen els ulls oberts amb unes pinces. No se li sol administrar anestèsia. Un membre de l'equip d’investigació aplica una substància concentrada a la capa exterior de l’ull i observa que no apareguen efectes com la ceguera, el sagnat, l’hemorràgia o les úlceres. Per regla general, a la fi del procés maten els conills.”
—Megan Erin Gallagher, article d’una estudiant

## Alternatives
Amb el progrés de la tecnologia, uns mètodes més precisos, barats i ràpids estan suplint l’antiquada investigació animal. Els crítics indiquen que les alternatives humanes poden resultar cares i lentes a l’hora de posar-les en funcionament i, així mateix, només permeten analitzar un compost cada vegada. Les alternatives han mostrat resultats positius. Per exemple, l'epidermis humana reconstruïda,  la qual utilitza la pell humana donada per la cirurgia estètica per tal de reemplaçar la prova dermatològica de Draize a la qual són sotmesos els conills, és de major rellevància en les reaccions humanes. Altres mètodes substitueixen la prova d’irritació ocular aguda de Draize mitjançant l’ús del teixit humà in vitro (tub d’assaig). Els sistemes informatitzats permeten l’aïllament d’un teixit o òrgan exclusiu per portar a terme investigacions en un entorn extremadament controlat. Aquests experiments no sols salven la vida d’incomptables animals, sinó que són més precisos i exactes a l’hora de protegir les persones de les substàncies tòxiques. Una altra opció sense experimentació animal consisteix en l’ús d’ingredients que ja han estat establerts com a segurs, com els 20.000 ingredients que podem trobar en la base de dades de la Unió Europea.

## Productes
Hui en dia, les companyies ofereixen un gran nombre de productes sense experimentació animal, com per exemple: cosmètics, productes de bellesa, productes de neteja, roba, calçat,  preservatius (que de vegades s’elaboren amb caseïna) i ciris (que normalment contenen parafina o cera d’abelles). Algunes organitzacions com la PETA (Persones per l'Ètica en el Tracte dels Animals), Choose Cruelty Free (‘Escull no provat amb animals’), Coalition for Consumer Information on Cosmetics (‘Coalició per a informar els consumidors sobre cosmètics’), British Union for the Abolition of Vivisection (Associació Britànica per a l’Abolició de la Vivisecció) i l’organització derivada Cruelty Free International (Associació Internacional per a la No-experimentació Animal) han publicat llistes de productes sense experimentació animal i de productes amb experimentació animal per fer-los boicot. Des dels noranta, el Leaping Bunny ha sigut l’únic sistema internacional amb un programa que certifica la no-experimentació animal.
“Amb aquestes brotxes sintètiques ja no s’ha d’elegir entre ser socialment conscient o sacrificar la qualitat o el resultat”
—Wende Zomnir, directora creativa d’Urban Decay.

## Esdeveniments
Al Regne Unit cada any se celebra la Setmana Nacional dels Productes sense Experimentació Animal, organitzada pel grup de protecció animal BUAV. El 2006, aquest esdeveniment va tindre lloc del 17 al 23 de juliol. Altres esdeveniments similars són: La Setmana Nacional pel Vegetarianisme, La setmana pel Veganisme del Regne Unit i el Dia Mundial del Veganisme, que se celebra l’1 de novembre.

## Crítiques
Encara que alguns fabricants han començat a etiquetar els productes com “no experimentat en animals”, “no portem a terme experiments amb animals”, “mai provats  amb animals”, “en contra de l'experimentació amb animals” o “sense experimentació animal”, aquestes etiquetes són dubtoses i potencialment enganyoses, ja que no hi ha cap definició legal clara pel que fa al seu significat.